# Dolicheremaeus seychellensis
Dolicheremaeus seychellensis är en kvalsterart som först beskrevs av Warburton 1912.  Dolicheremaeus seychellensis ingår i släktet Dolicheremaeus och familjen Tetracondylidae. Inga underarter finns listade i Catalogue of Life.